# Nothomiza ithyterma
Nothomiza ithyterma är en fjärilsart som beskrevs av Louis Beethoven Prout 1926. Nothomiza ithyterma ingår i släktet Nothomiza och familjen mätare. Inga underarter finns listade i Catalogue of Life.